# Hilarempis argentella
Hilarempis argentella är en tvåvingeart som beskrevs av Collin 1928. Hilarempis argentella ingår i släktet Hilarempis och familjen dansflugor. Inga underarter finns listade i Catalogue of Life.